# Stephanie Kelton
Stephanie Kelton (nacida Bell, el 10 de octubre de 1969) es una economista  estadounidense, profesora en la Universidad de Stony Brook y miembro principal del Centro Schwartz de Análisis de Políticas Económicas de la New School for Social Research.Antes fue profesora en la Universidad de Misuri-Kansas City y asesora de la campaña presidencial de Bernie Sanders en 2016.

## Biografía
Kelton estudió finanzas empresariales y economía en la Universidad Estatal de Sacramento donde se licenció en 1995. Obtuvo una beca de Rotary para estudiar economía en la Universidad de Cambridge y se licenció en 1997. Otra beca del Christ's College, Cambridge  le permitió pasar un año en el Levy Economics Institute of Bard College. En 2001 se doctoró en Economía en la New School for Social Research con su tesis Public policy and government  finances: A Comparative Analysis under different monetary system".

## Trayectoria
Kelton es profesora de política pública y economía en la Universidad de Stony Brook. Anteriormente fue presidenta del departamento de economía de la Universidad de Misuri-Kansas City y trabajó como investigadora académica en el Centro UMKC para el pleno empleo y la estabilidad de precios y el Levy Economics Institute en el norte del Estado de Nueva York.Es redactora jefe del blog New Economic Perspectives.
El 26 de diciembre de 2014, Kelton fue designada directora económica de la bancada demócrata del Comité de Presupuestos del Senado, cargo que ocupó hasta principios de 2016, cuando pasó a ser asesora económica de la campaña de Bernie Sanders.Dos años más tarde fue nombrada profesora de la Universidad de Stony Brook, donde también enseña su marido, el historiador Paul Kelton. En 2019, Kelton fue invitada como profesora visitante en la Universidad de Adelaide.

### Investigación
La investigación académica de Kelton se centra en la economía monetaria y política de empleo, historia del pensamiento económico monetario, seguridad social, finanzas públicas, política fiscal, economía internacional e integración monetaria europea.Es una destacada defensora e investigadora de la Teoría Monetaria Moderna y ha publicando varios artículos y  libros en este campo.

### Medios de comunicación
Kelton está presente en los medios de comunicación y es frecuente invitada en programas de televisión y radio, entre ellos Up with Chris Hayes MSNBC y On Point de NPR.Ha publicado artículos de opinión en Los Angeles Times y The New York Times. Lo que pensamos sobre el déficit es mayormente incorrecto publicado  en The New York Times.Es autora del artículo "El Congreso puede darle a cada estadounidense un pony (si cría suficientes ponis)", publicado en Los Angeles Times.

### El mito del déficit
The Deficit Myth, de Kelton apareció en la lista de libros más vendidos de no ficción en junio de 2020.En este ensayo argumenta que para un Estado de moneda soberana, el enfoque político general sobre la necesidad de lograr un presupuesto equilibrado a toda costa o la presencia de preocupaciones excesiva sobre el déficit público per se son son problemas secundarios respecto al objetivo principal que Kelton identifica como el pleno empleo. Kelton propone una forma novedosa de entender el dinero, los impuestos y el papel crucial del déficit presupuestario, así como el modo en que podemos usar los recursos de manera responsable para maximizar nuestro potencial.

## Selección de trabajos
- Bell (Kelton), Stephanie, "¿Pueden los impuestos y los bonos financiar el gasto público? ", Levy Economics Institute, julio de 1998.
- Bell (Kelton), Stephanie, "El papel del estado y la jerarquía del dinero Archivado el 26 de diciembre de 2018 en Wayback Machine.", Cambridge Journal of Economics, vol. 25, 2001, págs.149-163.
- Kelton, Stephanie, Edward J. Nell, editores. El Estado, el mercado y el euro: metalismo versus cartalismo en la teoría del dinero; Edward Elgar; Edición de reimpresión, mayo de 2003. ISBN 9781843761563
- Kelton, Stephanie, The Deficit Myth, junio de 2020. ISBN 9781541736184, traducido al español con el título El mito del déficit "La teoría monetaria moderna y el nacimiento de la economía de la gente" Taurus Ediciones, 2021.[17]